# بونساگ سونگسانگ
بونساگ سونگسانگ (تایلندی: พรศักดิ์ ส่องแสง) یک هنرپیشه و خواننده اهل تایلند بود. وی در استان کون کن متولد شد.

## دیسکوگرافی
- ۱۹۸۲ - ‎Loi Phae (ลอยแพ)‎
- ۱۹۸۶ - ‎Toey Sao Jan Kang Koab (เต้ยสาวจันทร์กั้งโกบ)‎
- ۱۹۹۳ - ‎Puea Pler Jer Kan (ผัวเผลอเจอกัน)‎
- ۲۰۰۱ - ‎Rak Borisut (รักบริสุทธิ์)‎
- ۲۰۰۱ - ‎Phoo Phae Rak (ผู้แพ้รัก)‎
- ۲۰۰۴ - ‎Mee Miea Dek (มีเมียเด็ก)‎